# Juan Mateo Mange
Juan Mateo Mange y Jironza (1670 en Hecho, Huesca, España -1727, Arizpe, Nueva España) marino, alférez, capitán y explorador  español, quien acompañó en diversas expediciones a los misioneros Eusebio Francisco Kino, Juan María Salvatierra y Juan de Ugarte,participando en diversos descubrimientos desde el Río Colorado y Río Gila en la Pimería Alta, hasta la Tarahumara. Fue uno de los personajes que colaboraron decididamente en la evangelización de la Pimería Alta y la instalación de las diferentes Misiones Jesuíticas en el desierto de Sonora.

## En la Nueva España
Recomendado por su tío y gobernador de Nuevo México Domingo Jironza Petriz de Cruzate y Góngora, quien fue después capitán del Presidio de Fronteras en 1691 se embarcó el 18 de julio de 1692 en Cádiz, con destino a Nueva España. Venía con el cargo de alférez cuando llegó a la Pimería Alta (Sonora) en 1693 donde fue nombrado teniente de esa alcaldía mayor. Mange fue recomendado por Alcalde Mayor de Sonora y Comandante de la Compañía Volante y radicado en el Real de Minas de San Juan Bautista de la Provincia de Sonora, quien estuvo ahí hasta 1708, Domingo Jironza, para fungir como colaborador cercano de Eusebio Kino. Las habilidades es que a pesar de su juventud era despierto, maduro y escritor excepcional, que luego dio fruto con sus escritos.

## Expediciones
Mange acompañó al misionero y explorador el padre Eusebio Francisco Kino a partir de 1694, para la segunda expedición y otras y certificó junto con Kino que la Baja California era una península y no una isla. Bautizó la población de Altar y Santa Sabina (Puerto Libertad). Exploró parte de la tierra de la tribu pápagos al norte hasta cerca de Casa Grande y al oeste hasta Quitovac.
Mange escribió sus memorias en las cuales se pueden encontrar diversos hechos descritos en sus apuntes así podemos leer las diferentes expediciones, y relatos sobre las mismas:
1ra Expedición. Salen el 11 de diciembre de 1693, Kino, quien fue acompañado un nutrido grupo de colaboradores indígenas, por el padre Agustín de Campos y el Capitán Sebastián Romero. La ruta fue: 1) Dolores 2) Remedios 3) Arizpe 4) Magdalena 5) Tubutama 6) Pitiquito, 7) Caborca (8) Cerro “El Nazareno” (cerca de la sierra del pinacate, nombrado así por Kino). Vio que Baja California era península. Regresó a Dolores con la firme convicción de volver para levantar nuevas misiones, pero ahora con apoyo de las autoridades militares.
2da Expedición. Kino, Mange, 20 indígenas y el padre Marko Anton Kappus quien residía en Cucurpe y como guía al jefe Coxi. Salieron el 7 de febrero de 1694, con la ruta siguiente: 1) Dolores 2) Opodepe, 3) San Juan (Banámichi), 4) Magdalena, 5) El Tupo 6) El Ocuca 7) Pitiquito (El Pitiquín) 8) Caborca 9) Cerro El Nazareno 10) El Desemboque tocando después 11) Trincheras. 

La expedición era bien recibida, y Kino bautizaba niños, adultos y enfermos a donde llegaba y Mange repartía regalos y varas de justicia a los jefes. En Caborca fueron recibidos por 160 indígenas con cruces, arcos, caminos barridos y bailes de júbilo. Algunos de los asistentes habían venido de diversas partes de la región caminando hasta 150 leguas (185 km) para el anunciado encuentro. Manje escribió de Caborca: 
“es el puesto cómodo y placentero para una misión, y aunque tiene fértiles tierras todas debajo de riego y acequias donde cogen mucho maíz, frijol y calabazas, si tuvieran hachas de que carecen pudieran rozar muchos montes y superabundaran tierras para tres mil indios que se pueden congregar de los que andan desnudos al norte y poniente de la costa del mar, y fundar una pingüe misión y florida cristiandad. Su terreno es templado, opimas dehesas y salitrales para cría de ganado y caballadas”   
Kino y Mange continuaron al Nazareno y certificaron desde ahí, que Baja California era península y no una isla como anteriormente creían. No aparece así en el mapa de la Provincia de la Nueva Andaluzia de San Juan Bautista de Sonora, delineado en abril de 1733 por el Capitán Gabriel de Prudtrom Heyder Butron y Múxica, Barón de Heyder, quien gobernó 8 años y fundó el pueblo y Real de Arizonac, pero si en el mapa adjunto en el libro de Mange. La comitiva se regresó a Caborca, Kino bautizó a 18 niños. El capitán español le dio por primera vez ese nombre a esta zona arqueológica y desconocemos cómo lo denominaban sus habitantes prehispánicos. Cabe destacar, que esta zona arqueológica también es conocida como el Cerro de Trincheras.  

Mange escribe: 
“caminamos ciento cincuenta leguas (555 km), contamos 950 indios gentiles, bautizáronse 50 párvulos y adultos enfermos e intimádoseles el conocimiento de Dios e instruidos en los principales misterios de nuestra santa fe; lo que el corto tiempo dio lugar queda pacificada la nación deseosa de recibir evangélicos y el santo bautismo, resignada a servir a Dios con vasallaje de su Majestad, en que, para fundar misiones hay, en todo su río, muchas y fértiles tierras de agricultura y montes que, rozados, pueden sustentarse con abundancia más de tres mil almas que se pueden congregar en las rancherías de los contornos que no vimos por no salir del camino”.
Para la siguiente expedición, Kino a pesar de que no sabía construir barcos, ni Mange tampoco, decide construir un barco, con el fin de ir a Loreto. Volver a Concepción de Caborca, construir las piezas ahí, para luego trasladarlas a la costa, a través de carreta de bueyes, y armarlas allá. Preparar la expedición con provisiones, ornamentos para la misa, madera, hachas, herramientas, veinte sirvientes y carpinteros indígenas.
3ra Expedición. Se inició el 16 de marzo de 1694 con la ruta siguiente. 1) Dolores 2) Magdalena 3) San Miguel el Tupo 4) Tubutama 5) Santa Teresa 6) Átil 7) Oquitoa 8) Altar 9) Pitiquito 10) Quisoli, 11) Arivaida 12) Caborca. En Tubutama fueron recibidos por el padre Daniel Janusque. Vieron buenos cultivos siembra de maíz de los pimas, bajaron a donde el río Magdalena desaparece a lo que Mange denominó Altar. Toda la tropa continuó su camino excepto Kino acompañado de Mange fue a atender a Quisoli, unos bautizos solicitados para unos enfermos, por 4 pimas. Un día después alcanzaron al contingente. Kino inicio la construcción de la nave con madera de álamo de 38 pies de largo, al que cavaron sus raíces para que cayera, mientras Mange fue a la cosa, llegando allá, y nombrándolo puerto Santa Sabina (hoy Puerto Libertad) Kino puso en pausa la construcción, para que la madera secara, mientras Mange volvió el 1 de abril. Decidieron volver a Dolores llegando el 4 de abril después de un recuento de 980 almas de gentiles empadronadas y 80 bautizos. Para junio Kino y Mange preparan la siguiente expedición. En Tubutama se separarían y Mange exploraría hacia el noroeste, mientras Kino se iría a Caborca. Así fue.
4ta Expedición. Ésta fue del 6 al 26 de junio de 1694. La ruta fue 1) Dolores 2) Magdalena 3) Tubutama 4) Átil 5) Caborca, mientras que Mange en Tubutama fue a norte encontrándose a 400 nativos en Tucubavia. Continuó al “Pozo verde” y luego Cups al norte de la montaña del Bavoquíbari. Ahí le notificaron que había caníbales al norte, por lo que prefirió ir al oeste hasta llegar al pueblo de los tohono oódam Moicaqui (Ahora Quitovac) para luego regresar enfermo a Caborca, donde se enteró de que el visitador Juan Muñoz Burgos había suspendido la construcción del barco. Kino confesó y dio el sacramento de la unción de los enfermos a Mange. Decidieron volver a Dolores y tras 6 días llegaron el 26 de junio a San Ignacio, donde se quedó Mange al cuidado del padre Campos. Mange se recuperó y 9 días después se fue a Dolores y a San Juan a informar al superior Jironza sus andanzas, mismas que hizo por escrito. En 1695, fue testigo de los menesteres posteriores al martirio del padre Francisco Javier Saeta.
5ta Expedición. Partieron el 2 de noviembre de 1697 con 10 sirviente y 30 caballos y viáticos, regresando hasta el 1 de diciembre. Partieron Kino, Mange y el teniente Cristóbal Martín Bernal. La ruta fue al noroeste: 1) Dolores, 2) Remedios, 3) Cocóspera, 4) Santa Cruz, 5) Casa Grande 6) Río Gila 7) San Javier del Bac 8) Tumacácori, 9) Guevavi 10) Cocóspera 11) Remedios. En el diario Mange recoge datos de las rancherías, distancias, número de habitantes y algunas costumbres y aporta información sobre la metodología misionera. 
6ta Expedición. En compañía de Eusebio Kino y Adamo Gilg,del 7 de febrero al 14 de maro de 1699 por 380 leguas de ida y vuelta hasta los ríos Gila y Colorado.
7ma Expedición. Del 24 de octubre al 18 de noviembre de 1699 por 270 leguas a la nación Pima en compañía de los jesuitas Eusebio Kino, Francisco Gonzalvo y Antonio Leal.
8va Expedición. Del 27 de febrero al 16 de abril de 1701. En compañía de Juan María Salvatierrra y Eusebio Kino con 12 soldados y sirvientes, rumbo al noroeste y costa del mar de California a descubrir el paso por tierra para la isla, con un recorrido de 380 leguas.
En 1701, Jironza dejó el cargo de Alcalde Mayor en favor de Juan Mateo, mismo que en 1706, le fue removido, como se registró en una carta a Kino. En 1707 envió una queja al Obispo de Durango contra los misioneros de la Compañía de Jesús.
En 1708, se casó con María Agreda Pérez Granillo y Ávila, hija del segundo alcalde Mayor de Sonora, el señor Francisco Granillo y Galván.
Desde 1723 se estableció en lugares dedicados a la minería; vivió en Arizpe, Nacozari y Bacanuchi; en 1726 fue llamado a declarar ante el alcalde mayor, capitán José de Garro, por lo relativo a los jesuitas. Murió en Arizpe en 1727.

## OBRA
Se publicó su obra “Diario de las exploraciones en Sonora: Luz de tierra incógnita” o “Luz de Tierra.”que es uno de los primeros relatos acerca de la región habitada por los apaches y pimas y nos habla de las costumbres y hábitos de estas tribus, misma que terminó de escribir en 1721 y fue leída por A. Humbolt. En 1936 se tradujo al alemán y en 1954 se editó en Estados Unidos (Tucson, Arizona, 1954).